# 浜田まき
浜田 まき（はまだ まき、1974年9月23日 - ）は、日本の元女優、元ヌードモデル。川上 裕子（かわかみ ゆうこ）という芸名でAV女優として活動した後、浜田まきに改名し、主としてオリジナルビデオなどに出演した。
東京都品川区中延出身。 目白学園女子短期大学卒業。 血液型：B型。身長：160cm。スリーサイズは、バスト：90cm、ウエスト：59cm、ヒップ：87cm。 フィット所属。 1996年頃には、沢井プロダクションで演技レッスンも受けていた。

## 主な出演作品

### テレビドラマ
すべて浜田まき名義
- ナニワ金融道 (1996年、フジテレビ)
- HEN ちずるちゃん☆あずみちゃん (1996年、テレビ朝日) 杉田いずみ役
- 金魚のフン (1996年、テレビ朝日)

### オリジナルビデオ
すべて浜田まき名義
- 愛姉妹 (1995年12月1日、ピンクパイナップル)
- 大江戸淫乱絵巻 敵討篇 (1996年5月3日、ピンクパイナップル)
- 指戯 魔性の香り (1996年8月21日、ビームエンタテインメント)
- くりいむレモン エスカレーション－天使の翼 (1997年3月21日、JVD)
- あやまり屋稼業 (1997年7月21日、GPミュージアムソフト)

### イメージビデオ
すべて浜田まき名義
- SWEET (笠倉出版)

### アダルトビデオ
すべて川上裕子名義
- Birth ~誕生 第4章 (1995年 メシア)
- オナリジル LOVE (1995年 メシア)
- 狙われた家庭教師 (1995年 メシア)
- 欲情尻アニマル (1995年 SAMM)
- 淑女飼育 (1995年 SAMM)
- 犯乳 (1995年 メビウス)
- 微熱姫 (1995年 ティファニー)
- ラヴァーズドリーム (1995年 クィーン)
- 突撃!性風俗秘レポート (1995年 バビロン)
- ザ・むきだし (1995年11月 芳友社)(微熱姫の再編集)
- 東京官能クイーン (1996年 シャイ)

### 写真集
- 川上裕子 『POWDER SKIN パウダースキン』 (1995年7月10日 海王社)
- 浜田まき 『SENSUAL センシュアル』 (1995年10月1日 COMPASS 山岸伸撮影)
- 浜田まき 『See You Again! シーユーアゲイン』 (1996年12月25日　COMPASS　山岸伸撮影)

## 余談
川上裕子と浜田まきは当初別人物とされていた。ある雑誌で川上裕子のAVを紹介する際、別名で浜田まきを名乗っていることを書いたら、翌月には事実ではなかったと訂正された。